# Кроль, Владимир Александрович
Владимир Александрович Кроль (10 ноября 1923 года, Омск — 7 июня 2008, Израиль) — химик-органик, лауреат Ленинской премии.

## Биография
Окончил среднюю школу (1941) и пехотное училище в Новокузнецке (1942).
Участник войны (Калининский фронт, помощник командира взвода). В январе 1944 г. демобилизован после тяжёлого ранения. Награждён орденом Отечественной войны I степени (1985).
Окончил два курса Технологического института имени Ленсовета и химфак ЛГУ (1949, с отличием).
До 1993 года работал во ВНИИ синтетического каучука, в 1961—1991 зав. лабораторией № 6, с 1963 старший научный сотрудник.
Одновременно с 1985 по 1992 год профессор кафедры высокомолекулярных соединений ЛГУ.
Кандидат (1953), доктор химических наук. Автор 400 изобретений.
В 1978 году номинировался в члены-корреспонденты АН СССР.
С 1993 года жил в Израиле.

## Награды
- Ленинская премия 1967 года — за комплекс работ по созданию регулярных каучуков и технологии их промышленного получения.
- Государственная премия СССР 1978 года
- Премия имени С. В. Лебедева (1963)
- Два ордена Трудового Красного Знамени (1963, 1976).